# مانوئل اوگارته
مانوئل اوگارته (انگلیسی: Manuel Ugarte؛ زادهٔ ۱۱ آوریل ۲۰۰۱) بازیکن فوتبال اهل اروگوئه است که برای باشگاه فوتبال منچستریونایتد بازی می‌کند.
وی همچنین در تیم‌های ملی فوتبال زیر ۲۰ سال اروگوئه، زیر ۲۳ سال اروگوئه و بزرگسالان اروگوئه بازی کرده است. او اولین بازی برای تیم بزرگسالان را در سال ۲۰۲۱ انجام داد. او تیم ملی اروگوئه را در کوپا آمریکا ۲۰۲۴ همراهی کرد و در تیم منتخب تورنمنت قرار گرفت.

## دوران باشگاهی

#### فنیکس
اوگارته فوتبال خود را در رده‌های جوانان قبل از پیوستن به تیم جوانان فنیکس از باشگاه محلی سیتی پارک آغاز کرد، و در سن ۱۵ سالگی توسط سرمربی روزاریو مارتینز به تیم بزرگسالان راه پیدا کرد. مدت کوتاهی بعد، او برای شرکت در کوپا سودامریکانا ۲۰۱۶ جز فهرست ۳۰ نفره قرار گرفت.
اوگارته اولین بازی حرفه ای خود را در ۴ دسامبر ۲۰۱۶ انجام داد و در دقیقه ۸۳ جایگزین آگوستین کانوبیو در برد ۴–۱ مقابل دانوبیو شد. با انجام این کار، او جوانترین بازیکن در قرن ۲۱ شد که به‌طور حرفه ای در اروگوئه بازی می‌کند (۱۵ سال و ۲۳۳ روز). اوگارته در ابتدا به عنوان مهاجم بازی می‌کرد، قبل از اینکه تبدیل به هافبک شود.
تحت هدایت خوان رامون کاراسکو، به اوگارته فرصت داده شد شد تا منظم‌تر بازی کند، او در سن ۱۸ سالگی کاپیتان باشگاه شد و اولین گل خود را در ۱۰ مارس ۲۰۱۹ در برد ۲–۰ مقابل راسینگ کلاب به ثمر رساند، همان‌طور که او ۱۴ بازی در لیگ برتر اروگوئه انجام داد. در ۲۹ اکتبر ۲۰۲۰، اوگارته در بازی اول کوپا سودامریکانا ۲۰۲۰ پاس گل لوچیانو نکوسور در برد ۳–۱ مقابل هواچیپتا را ارسال کرد. او در مجموع ۵۷ بازی برای این باشگاه انجام داد و یک گل به ثمر رساند.

#### فامالیکائو
در ۲۹ دسامبر ۲۰۲۰، اوگارته قراردادی پنج ساله با باشگاه پرتغالی فامالیکائو به مبلغ ۳میلیون یورو را امضا کرد. او اولین بازی خود را در ۱۷ ژانویه ۲۰۲۱ در پیروزی ۲–۰ مقابل سانتا کلارا انجام داد. در ۲۱ فوریه، او اولین گل خود را برای باشگاه در پیروزی ۱–۰ مقابل ریو آوه به ثمر رساند. علیرغم اینکه اوگارته در ابتدا بازیکن ثابت نبود، در نهایت در تیم تحت هدایت ایوو ویرا جایگاهی به دست آورد، زیرا تطبیق پذیری او به او اجازه داد تا در پست‌های مختلف در خط میانی بازی کند.

#### اسپورتینگ
در ۹ اوت ۲۰۲۱، اوگارته قراردادی پنج ساله با اسپورتینگ به مبلغ ۶٫۵ میلیون یورو امضا کرد. در ۱۴ اوت، او اولین بازی خود را برای این باشگاه انجام داد و در دقیقه ۹۲ در پیروزی ۲–۱ خارج از خانه مقابل براگا، جایگزین ژوائو پالینیا شد. اوگارته اولین گل خود را برای اسپورتینگ در ۲ ژانویه ۲۰۲۲ در پیروزی ۲–۱ مقابل باشگاه سابقش فامالیکائو به ثمر رساند. اوگارته که در ابتدا به عنوان ذخیره ژائو پاالهینیا به تیم پیوست، پس از مصدومیت او در ۳ دسامبر در پیروزی ۳–۱ مقابل بنفیکا در دربی لیسبون، جایگزین پالینیا شد. بازی‌های چشمگیر و سازگاری سریع او با تیم باعث تمجید او از سوی مربی اش شد، او شروع به بازی منظم‌تر کرد و موقعیت اصلی پالینیا را تهدید کرد. در مرحله گروهی لیگ قهرمانان اروپا فصل ۲۳–۲۰۲۲، اوگارته با ۳۴ تکل و قطع توپ، از جمله ۱۲ تکل در برد ۳–۰ خارج از خانه مقابل آینتراخت فرانکفورت، بیشترین تکل و قطع توپ را داشت.

#### پاریسن ژرمن
در ۱۵ ژوئن ۲۰۲۳، در مصاحبه ای با روزنامه پرتغالی رکورد، اوگارته تأیید کرد که به تیم پاری سن ژرمن خواهد پیوست. در ۷ ژوئیه ۲۰۲۳، پاریسن ژرمن رسماً اعلام کرد که او با قراردادی پنج ساله تا ۳۰ ژوئن ۲۰۲۸ به باشگاه پیوسته است و مبلغ انتقال ۶۰ میلیون یورو گزارش شد. او اولین بازی خود را در ۱۲ اگوست در در تساوی ۰–۰ مقابل لوریان در پارک دو پرنس انجام داد.
در اوت ۲۰۲۳، اوگارته یکی از سه نامزد دریافت جایزه بهترین بازیکن ماه لیگ بود. او در چهار بازی اول خود در لیگ ۱، ۴۱ بازپس‌گیری توپ را ثبت که بیشترین تعداد در لیگ ۱ است. تنها بازیکنی که آمار بهتری از اوگارته را پس از چهار بازی اول فصل لیگ ۱ از فصل ۰۷–۲۰۰۶ ثبت کرد، هافبک سابق پاریسن ژرمن، تیاگو موتا با ۴۷ بازپس‌گیری توپ بود. با این حال، پس از دو ماه اول فصل، اوگارته به تدریج جایگاه خود را به عنوان بازیکن ثابت از دست داد. در رسانه‌ها گزارش شد که سرمربی لوئیز انریکه فکر می‌کرد که تاکتیک‌های او با سبک بازی اوگارته مطابقت ندارد. اوگارته مکرراً به عنوان یک بازیکن تعویضی برای بقیه فصل ظاهر می‌شد. او همراه پاری سن ژرمن با قهرمانی در لیگ ۱، جام حذفی و سوپرجام سه‌گانه داخلی را تکمیل کرد.

#### منچستر یونایتد
اوگارته در ۳۰ اوت ۲۰۲۴ به تیم منچستریونایتد پیوست و قراردادی پنج ساله با امکان تمدید یک ساله امضا کرد. مبلغ انتقال ۴۲ میلیون پوند گزارش شده است که با افزودنی‌های اضافی به ۵۰٫۵ میلیون پوند افزایش می‌یابد.او اولین بازی خود برای منچستریونایتد را در تاریخ ۱۴ سپتامبر در پیروزی ۳-۰ مقابل ساوتهمپتون انجام داد.
در ۲۲ قوریه ۲۰۲۵، اوگارته اولین گل خود برای یونایتد را در مقابل اورتون در گودیسون پارک به ثمر رساند تا به تیمش در کسب تساوی ۲-۲ کمک کند.

## تیم ملی

### جوانان
در ۲۹ دسامبر ۲۰۱۹، گوستاوو فریرا، سرمربی تیم ملی فوتبال زیر ۲۳ سال اروگوئه، اوگارته را در فهرست نهایی ۲۳ نفره برای مسابقات مقدماتی المپیک ۲۰۲۰ قرار داد.او ۵ بازی در این تورنمنت را انجام داد و گل تساوی ۱-۱ تیمش در برابر برزیل را به ثمر رساند تا به مقام سوم دست پیدا کند.

### بزرگسالان
در ۵ مارس ۲۰۲۱، اوگارته در فهرست مقدماتی ۳۵ نفره تیم بزرگسالان اروگوئه برای مسابقات مقدماتی جام جهانی فوتبال ۲۰۲۲، مقابل آرژانتین و بولیوی قرار گرفت.با این حال، کونمبول آن مسابقات را روز بعد به دلیل نگرانی در مورد دنیاگیری کووید-۱۹ به حالت تعلیق درآورد.
او اولین بازی خود را برای تیم بزرگسالان در ۵ سپتامبر ۲۰۲۱ انجام داد و در دقیقه ۷۰ به جای ماتیاس وسینو در جریان پیروزی ۴ بر ۲ مقابل بولیوی به عنوان بازیکن تعویضی به میدان رفت.
در ۱۵ نوامبر ۲۰۲۴، اوگارته اولین گل خود برای تیم ملی بزرگسالان اروگوئه را در دقیقه ۱۱+۹۰ برابر کلمبیا در انتخابی جام جهانی ۲۰۲۶ به ثمر رساند،گلی که دیرهنگام ترین گل پیروزی بخش یک تیم در انتخابی جام جهانی آمریکای جنوبی در تاریخ این رقابت ها است.

## سبک بازی
اوگارته یک هافبک دفاعی جنگنده است. از نقاط قوت او می‌توان به توانایی او در به دست آوردن مجدد توپ با تکل‌های به موقع و موقعیت‌های دفاعی اشاره کرد. در طول فصل ۲۴–۲۰۲۳ لیگ ۱، او با وجود انجام تنها ۲۵ بازی در لیگ، با ۹۸ تکل، بیشترین میزان تکل در فصل را به ثبت رساند.

## افتخارات

#### اسپورتینگ
- Taça da Liga: ۲۲-۲۰۲۱ [۷]

#### پاریسن ژرمن
- لیگ ۱: ۲۴-۲۰۲۳[۸]
- جام حذفی فوتبال فرانسه: ۲۴-۲۰۲۳[۹]
- سوپرجام فوتبال فرانسه: ۲۰۲۳[۱۰]

#### اروگوئه
- مقام سوم کوپاآمریکا: ۲۰۲۴[۱۱]

#### فردی
- تیم منتخب فصل لیگ دسته اول فوتبال اروگوئه: ۲۰۱۹[۱۲]
- تیم منتخب فصل لیگ برتر فوتبال پرتغال: ۲۳-۲۰۲۲[۱۳]
- تیم منتخب تورنمنت کوپا آمریکا: ۲۰۲۴[۱۴]